# 나의 성공의 비밀
《나의 성공의 비밀》(영어: The Secret of My Success, 때로 영어: The Secret of My Succe$s로 표현)은 미국에서 제작된 1987년 코미디 영화이다. 허버트 로스가 연출과 제작을 맡았고, 마이클 J. 폭스 등이 출연하였다.

## 출연진
- 마이클 J. 폭스
- 헬렌 슬레이터
- 리처드 조던
- 마거릿 휘턴
- 존 팬코
- 프레드 귄
- 제리 배먼
- 캐럴 앤 수시
- 드루 스나이더
- 엘리자베스 프란즈
- 존 캐퍼디치
- 크리스토퍼 머니
- 마크 마골리스
- 머세이디스 룰
- 크리스토퍼 듀랭
- 빌 페이거바키
- 신디 크로퍼드
- 브루스 맥길
- 수전 켈러먼
- 릭 아빌레스

## 기타 제작진
- 라인 제작: 조지프 M. 커라치올로
- 협력 제작: 노라 케이
- 미술: 피터 라킨, 에드워드 피소니
- 세트: 수전 보디
- 의상: 조지프 G. 올리시

## 우리말 녹음
SBS 성우진 (1994년 2월 11일)
- 백순철 - 브랜틀리 (마이클 J. 폭스)
- 강희선 - 크리스티 (헬렌 슬레이터)
- 손정아 - 비라 (마거릿 휘턴)
- 이강식 - 프레스콧 (리처드 조던)
- 김규식
- 김기현
- 강연숙
- 최옥희
- 이성
- 이윤선
- 이연희
- 김혜경
- 임성표
- 박홍식
- 홍시호
- 홍승섭